# 瑪麗·科姆
瑪麗·科姆（1982年11月24日—姓名註釋），拳壇通稱Mary Kom，印度業餘拳擊運動員，2012年倫敦奧運51公斤級銅牌。2002－2010年間五奪世界拳擊錦標賽女子冠軍。2014年仁川亞運51公斤級金牌。2016年印度總任命她為上議院議員。來自印度東北山區曼尼普爾邦的科姆部落，是藏緬語系的黃種人。

## 流行文化
2014年英語同名自傳電影《巾幗英雄》上映。

## 引用文獻
1. . www.olympic.org. World Olympics Committee.   [9 December 2016]. （原始内容存档于5 July 2015）.
2. ↑  Kom, Mary. . 2013.
3. ↑  . Mid-day.   [5 September 2014]. （原始内容存档于2020-01-01）.